# Lluís Almerich i Sellarés
Lluís Almerich i Sellarés (Barcelona, 12 de febrer de 1882 - Barcelona, 7 de novembre de 1952) fou escriptor i un periodista català, més conegut pel seu pseudònim Clovis Eimeric, tot i que també va fer servir el de Macià Floris.

## Biografia
Va néixer a Barcelona, fill de Joan Almerich i Perpiñán, natural de València, i de Margarida Sellarés i Claret.
Totalment autodidacta, va exercir el periodisme a revistes de Barcelona i de Lleida, essent col·laborador habitual d'En Patufet on va fer amistat amb el seu director Josep Maria Folch i Torres.
En els anys 20 i 30, va publicar un bon nombre de novel·les de gran èxit, essent l'autor únic (i també editor) de la Biblioteca Damisel·la que va publicar 41 títols des de 1925 fins a 1930. Les seves novel·les, d'un cert valor literari, van des de la literatura infantil i juvenil fins a la novel·la rosa.
Després de la Guerra Civil Espanyola va publicar, en català i castellà, algunes obres històriques.
Es va casar amb Maria Padró i Borràs.